# 霍敏
霍敏（1964年4月—），广东高要人，汉族，中国共产党党员。中华人民共和国政治人物、第十三届全国人民代表大会福建省代表。

## 生平
2018年1月，任福建省人民检察院检察长、党组书记。同年被选为福建省出席第十三届全国人民代表大会代表。
2023年1月，转任山东省高级人民法院院长。